# Tula (kommun)
Tula är en kommun i Mexiko.   Den ligger i delstaten Tamaulipas, i den centrala delen av landet, 400 km norr om huvudstaden Mexico City.
Följande samhällen finns i Tula:
- Tula
- Santa Ana de Nahola
- La Tapona
- El Carmen
- Verdolaga
- Cieneguillas
- Lucio Vázquez
- San Miguel del Carmen
- Veinte de Noviembre
- Joya de Maravillas
- Juan Sarabia
- La Laguna
- Congregación de Jaimez
- Chaparral
- Nuevo Padilla
- El Tanquito
- El Gavial
- Celso Huerta
- Emilio Vázquez Gómez
- La Presa de Ramos
- San Francisco